# Bieriozowka (rejon worobjowski)
Bieriozowka (ros. Берёзовка) – wieś (sieło) w Rosji, w obwodzie woroneskim, w rejonie worobjowskim. W 2021 liczyła 1165 mieszkańców.